# Domingos Lídio do Livramento
Domingos Lídio do Livramento (Desterro) foi um político brasileiro.
Filho de Manuel Luís do Livramento e de Rita Cândida da Luz Livramento. Casou com Maria Júlia Capela.
Foi deputado à Assembleia Legislativa Provincial de Santa Catarina na 22ª legislatura (1878 — 1879).